# Gare de Fouday
La gare de Fouday est une gare ferroviaire française de la ligne de Strasbourg-Ville à Saint-Dié, située sur le territoire de la commune de Fouday, dans le département du Bas-Rhin, en région Grand Est.
C'est une halte voyageurs de la Société nationale des chemins de fer français (SNCF) desservie par des trains  du réseau TER Grand Est.

## Situation ferroviaire
Établie à 405 mètres d'altitude, la gare de Fouday est située au point kilométrique (PK) 49,677 de la ligne de Strasbourg-Ville à Saint-Dié, entre les gares de Rothau et de Saint-Blaise-la Roche - Poutay.

## Histoire

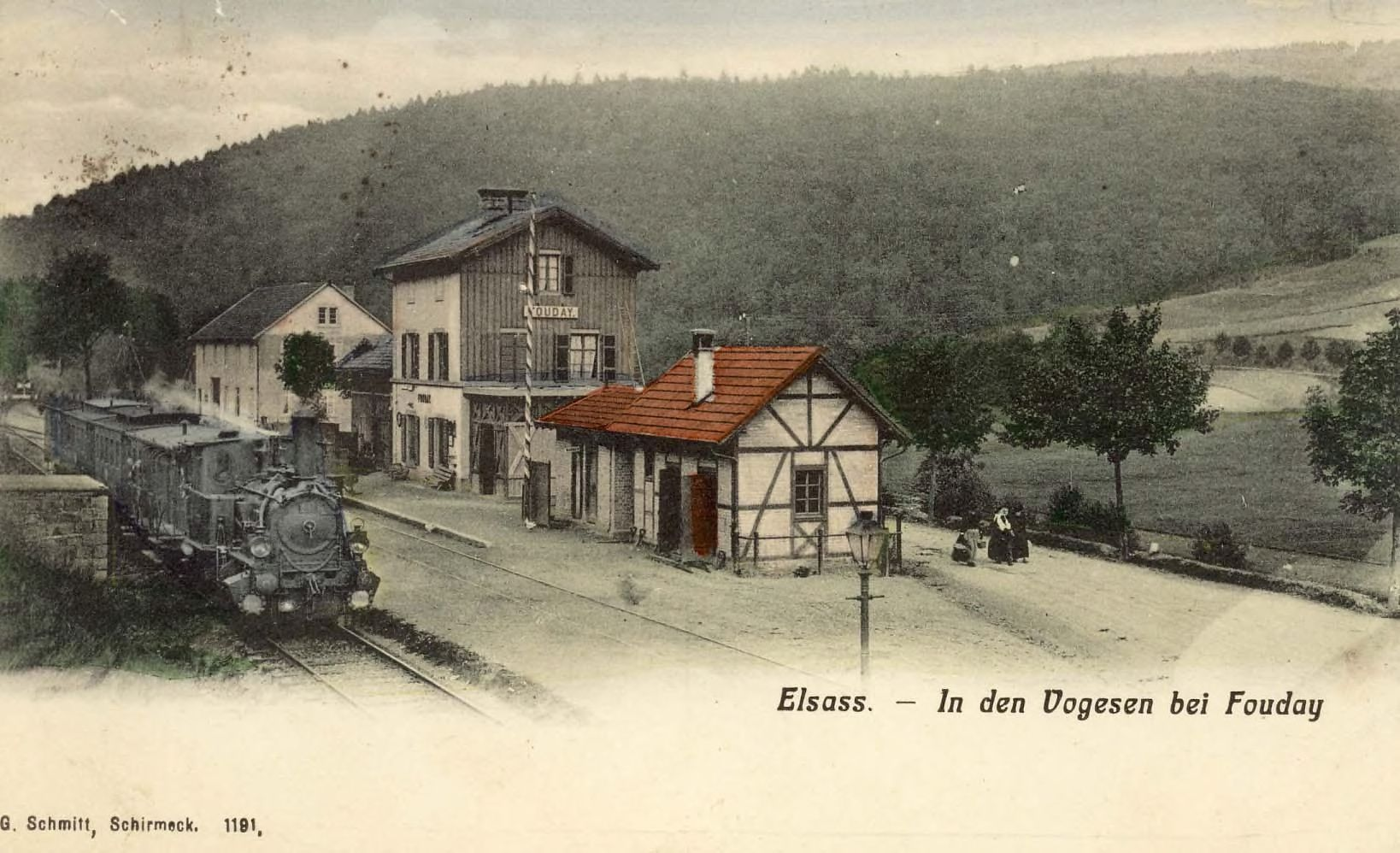
Ancienne gare de Fouday (1908).

La première gare de Fouday datait de 1889. Elle était établie sur une ligne de Rothau à Saales qui avait les caractéristiques d'un tramway. Elle était construite sur l'accotement de la route sans séparation avec celle-ci. Son profil très médiocre imposait des vitesses très faibles et ne permettait le transport que de charges très limitées.
C'est pourquoi il a été décidé de la reconstruire sous la forme d'une vraie ligne de chemin de fer à double voie. Ces travaux ont été confiés à la Compagnie des chemins de fer de l'Est. Déclarée d'utilité publique le 23 mars 1921, l'inauguration solennelle s'est déroulée le 21 octobre 1928 par Raymond Poincaré et André Tardieu et elle a été ouverte à l'exploitation le lendemain. L'exploitation était assurée par l'Administration des chemins de fer d'Alsace et de Lorraine, devenue la région Est de la Société nationale des chemins de fer français après 1938.
L'ancienne gare de Fouday, abandonnée lors de la mise en service du nouveau tracé, se situait sur le lieu-dit Devant-Fouday, sur la rive gauche de la Bruche. Il n'en subsiste aucune trace (l'emplacement est celui du parking et d'une dépendance d'un complexe hôtelier). La nouvelle gare a été construite plus au nord, sur la rive droite, en léger retrait du village et contrebas de la route de Solbach. 
La ligne a été mise à voie unique entre Rothau et Saint-Dié en 1947.
En 2016, c'est une gare voyageurs d'intérêt local (catégorie C : moins de 100 000 voyageurs par an de 2010 à 2011), qui dispose d'un quai (voie unique) et un abri.

## Fréquentation
De 2015 à 2024, selon les estimations de la SNCF, la fréquentation annuelle de la gare s'élève aux nombres indiqués dans le tableau ci-dessous.
| Année     | 2015   | 2016   | 2017   | 2018   | 2019   | 2020  | 2021  | 2022   | 2023   | 2024   |
| --------- | ------ | ------ | ------ | ------ | ------ | ----- | ----- | ------ | ------ | ------ |
| Voyageurs | 14 159 | 11 868 | 12 098 | 11 128 | 10 791 | 8 789 | 8 889 | 11 309 | 13 105 | 17 713 |

## Service des voyageurs

### Accueil
Halte SNCF, c'est un point d'arrêt non géré (PANG) à accès libre.

### Desserte
Fouday est une halte voyageurs du réseau TER Grand Est, desservie par des trains express régionaux de la relation : Strasbourg-Ville - Saales - Saint-Dié-des-Vosges (ligne 08).

### Intermodalité
Un parking pour les véhicules y est aménagé.
La gare est desservie par des autocars à tarification TER sur la relation : Saint-Dié - Molsheim (ou Rothau).

## Patrimoine ferroviaire
Le bâtiment voyageurs (BV) de la gare d'origine était constitué d'un rez-de-chaussée en maçonnerie surmonté d'un étage en partie recouvert de bois, avec deux travées par face longitudinale avec sur sa droite une halle à marchandises en planches et sur sa droite une extension en bois sculpté de style rustique et plusieurs petites annexes en pans de bois.
Reconvertie en habitation privée, la nouvelle gare des années 1920 est similaire à celui de la gare de Saint-Blaise-la-Roche - Poutay dont il se distingue par l'arrangement des ouvertures de l'aile basse (quatre travées doubles et une seule simple côté rue). Le corps de logis à deux étages est en partie revêtu d'un bardage de tuiles ; le toit à arrête transversale est à demi-croupe avec une lucarne aux pignons et se prolonge par une section en appentis accueillant l'entrée du chef de gare et l'escalier. La halle aux marchandises se trouve dans un bâtiment séparé.

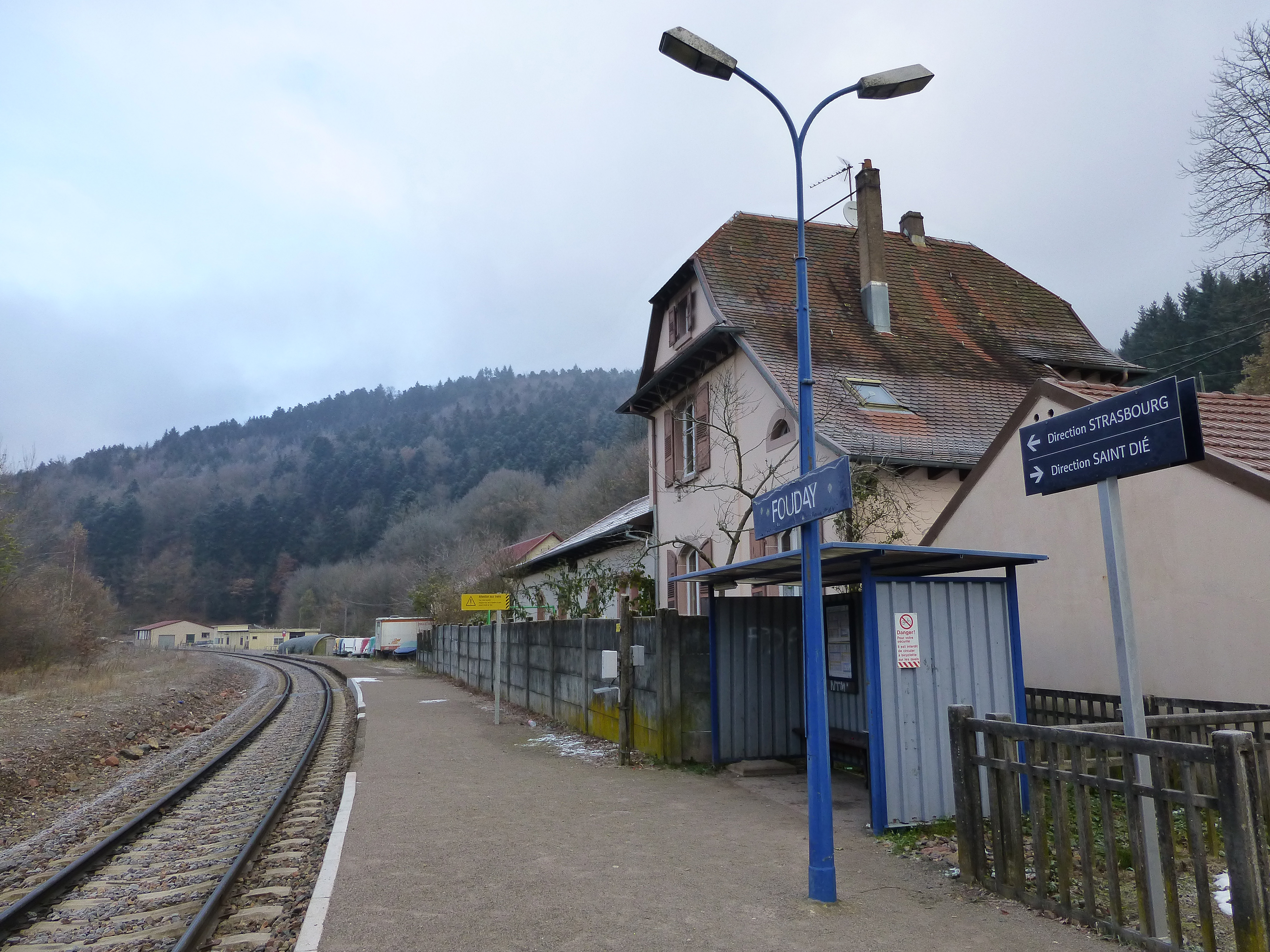
Le quai et le BV.
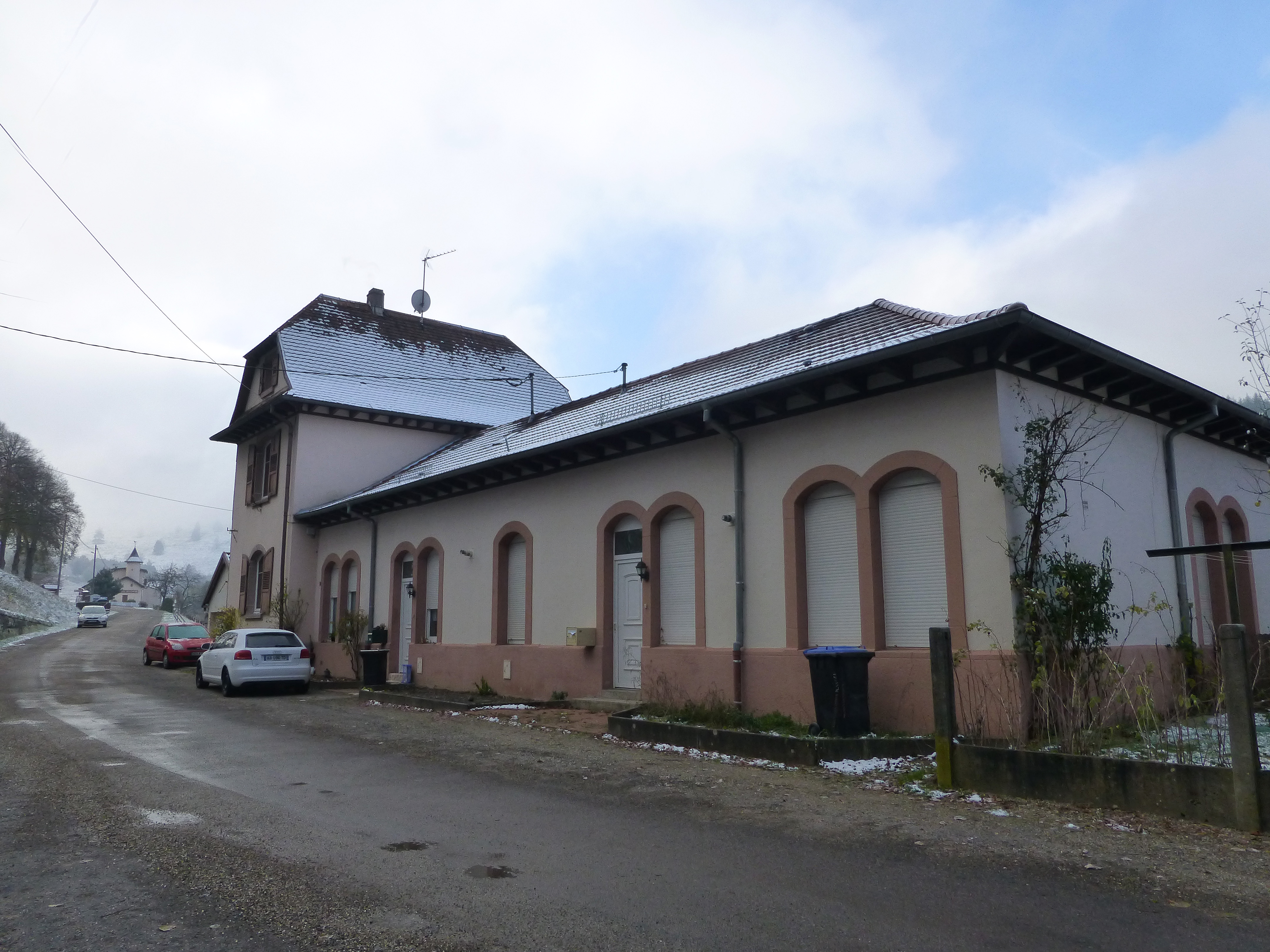
Côté rue.
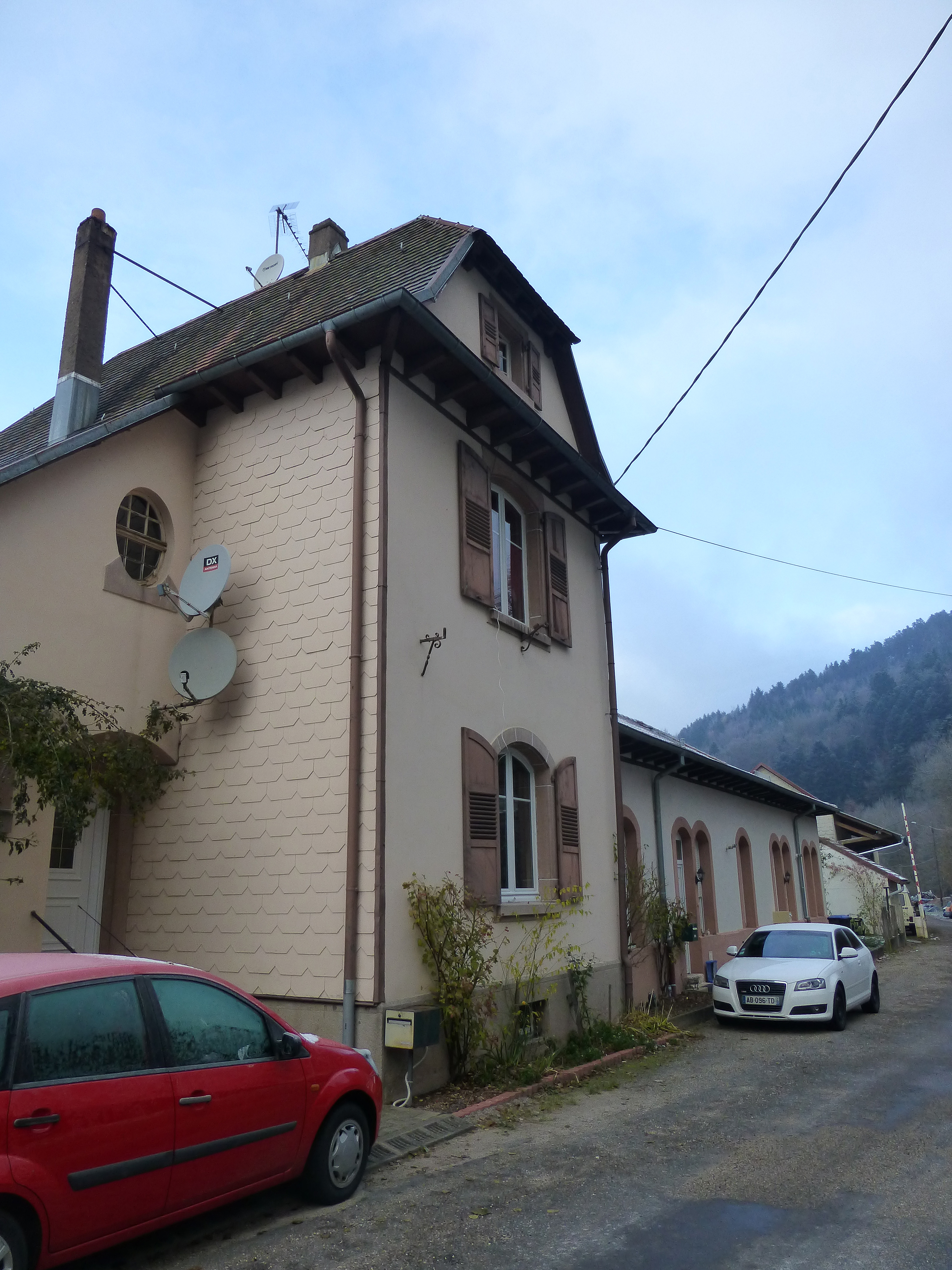
Corps de logis.